# Traylor Howard
Traylor Howard (Orlando, Florida, 14 de junio de 1966) es una actriz estadounidense conocida principalmente por su papel de Natalie Teeger en la serie televisiva Monk.

## Carrera
Comenzó a trabajar como actriz publicitaria mientras cursaba el secundario en la preparatoria Lake Highland ―colegio privado de Orlando, Florida― donde se graduó en 1984.
Cuando terminó la secundaria estudió publicidad y comunicación en la Universidad Estatal de Florida y, paralelamente, apareció en más de treinta comerciales televisivos.
En 1996 consiguió el papel de Joy en la serie de la NBC Boston Common, papel que interpretó entre 1996 y 1997. Al año siguiente fue seleccionada para el rol de Sharon Carter en la comedia de situación Two Guys, a Girl and a Pizza Place, donde permaneció hasta el año 2001.
Su debut cinematográfico se produjo en 1994, en la película Till the End of the Night. En 1998 participó en la película Trabajo sucio y en la producción independiente, Confessions of a Sexist Pig.
Dos años más tarde formó parte del elenco de la película Me, Myself & Irene y en 2005 participó en la película Son of the Mask, una secuela de La Máscara.
También tuvo participaciones como invitada en series como Lois & Clark: The New Adventures of Superman, The West Wing, The Division y Bram and Alice.
En 2005 se incorporó al elenco de la multipremiada serie Monk, donde interpretó, hasta el fin de la serie, a Natalie Teeger, la asistente de Adrian Monk (Tony Shalhoub).

## Filmografía
| Año  | Película                           | Papel             | Notas                             |
| ---- | ---------------------------------- | ----------------- | --------------------------------- |
| 1994 | Till the End of the Night          | Fran              | Acreditada como Traylor H. Hall   |
| 1998 | Confessions of a Sexist Pig        | Anne Henning      | Título alternativo: Taste of Love |
| 1998 | Trabajo Sucio                      | Kathy             |                                   |
| 2000 | Me, Myself & Irene                 | Layla Baileygates |                                   |
| 2005 | Son of the Mask                    | Tonya Avery       |                                   |
| 2023 | Mr. Monk's Last Case: A Monk Movie | Natalie Teeger    | Retoma su papel de "Monk"         |

| Año       | Título                                       | Papel           | Notas                       |
| --------- | -------------------------------------------- | --------------- | --------------------------- |
| 1994      | Lois & Clark: The New Adventures of Superman | Dra. Heller     | Episodio: Madame Ex         |
| 1996–1997 | Boston Common                                | Joy Byrnes      | 32 episodios                |
| 1998–2001 | Two Guys, a Girl and a Pizza Place           | Sharon Carter   | 81 episodios                |
| 2002      | The West Wing                                | Lisa Sherborne  | Episodio: 100,000 Airplanes |
| 2002      | First Monday                                 | Ashley Riverton | Episodio: Right to Die      |
| 2002      | The Division                                 | Sarah Franzen   | Episodio: Remembrance       |
| 2002      | Bram and Alice                               | Alice O'Connor  | 8 episodios                 |
| 2005–2009 | Monk                                         | Natalie Teeger  | 87 episodios                |
| 2010      | Simon Says Let's Stop Climate Change!        |                 | Voz                         |